# Weidenberg
Weidenberg là một đô thị ở huyện Bayreuth bang Bayern nước Đức. Đô thị Weidenberg có diện tích 68,91 km², dân số thời điểm ngày 31 tháng 12 năm 2006 là 6494 người.

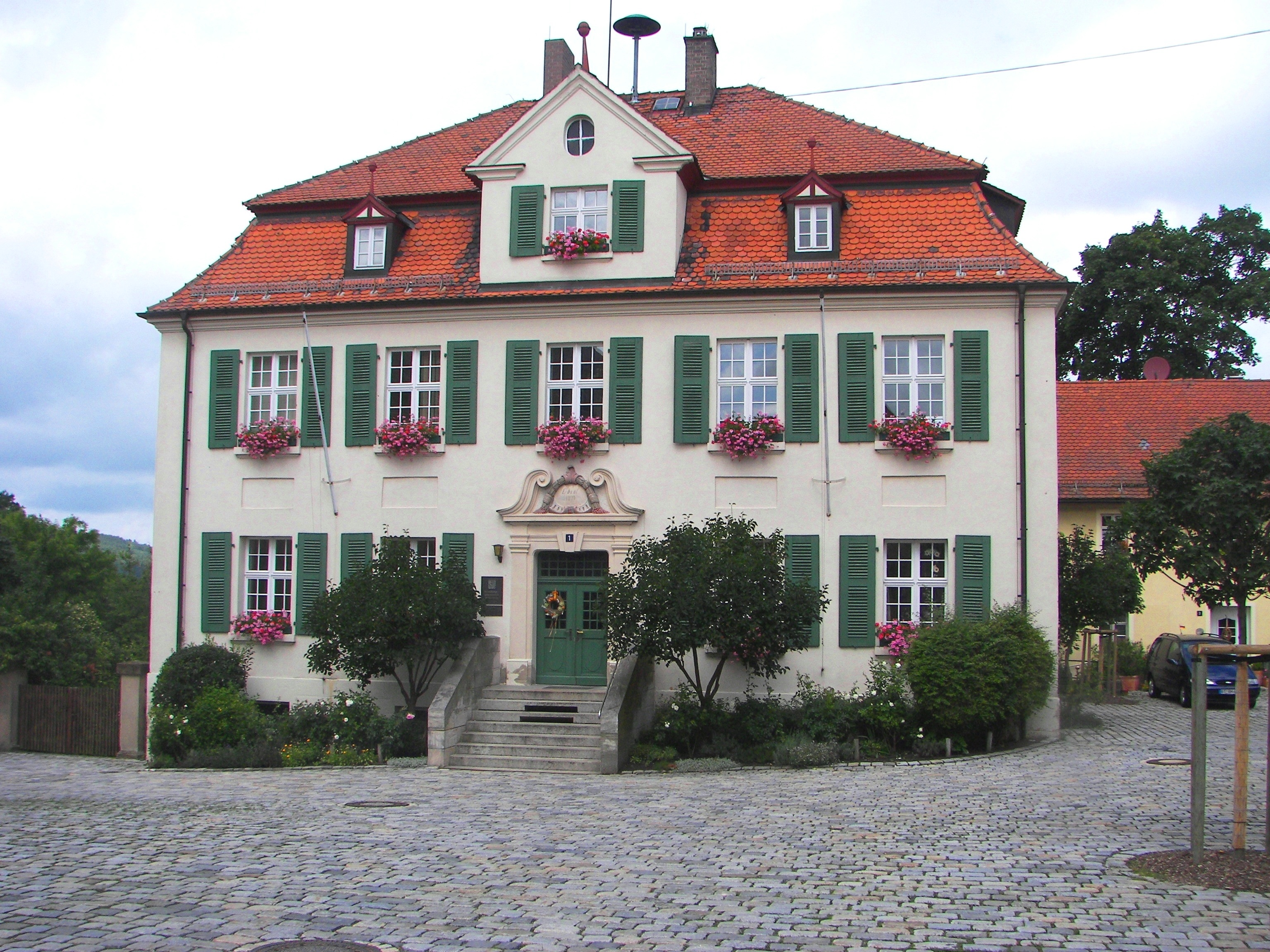
Toà thị chính Weidenberg